# 埃曼·阿菲夫
埃曼·阿菲夫（2001年2月18日—）是一名马来西亚足球运动员，司职前锋，现效力于馬來西亞超級足球聯賽的吉打达鲁阿曼。